# 川原真琴
川原 真琴（かわはら まこと、本名：岡本真琴、1990年7月20日 - ）は、日本の元ファッションモデル、女優。
ビーインググループのLOOPに所属していたが、LOOPのタレント部が廃止になった際に三輪事務所へ、その後OFFICE BLUEへ。2010年12月よりヴァーテックスに所属していた。

## 略歴
東京都八王子市出身。ティーンファッション情報誌『ピチレモン』のモデルを経て、ドラマ『1リットルの涙』や映画『七人の弔』にも出演する。2007年、集英社『週刊ヤングジャンプ』の「制コレGP」グランプリを受賞する。また、同年7月からテレビドラマの出演が決定するなど、各方面で活動した。
その後も所属事務所を転々としながら活動を続けていたが、2013年3月をもって芸能活動の休業を宣言した。大学卒業後、ファッション関連の会社に勤務している。

## 交友関係
- 『ピチレモン』の広重美穂の中学校・高校（明治大学付属中野八王子中学校・高等学校）の後輩にあたる。女優の諸星和佳奈とは同級生である。
- 元モデルの宇佐美えりな（本名：福井絵理奈）とは大学（明治大学）も一緒で仲が良い[2]。
- また『ピチレモン』でも共働した柳生みゆとも仲が良く、柳生のブログにも何度か登場している[3]。

## 出演

### テレビドラマ
- 深追い 三ヶ鐘署シリーズ（2003年、TBS）
- 1リットルの涙（2005年、フジテレビ）準レギュラー：大橋美歩役
- きらきら研修医（2007年、TBS）
- 恋愛診断・制服のイブ（2007年、テレビ東京） 松浦くるみ役（主演）
- 風魔の小次郎（2007年）北条姫子役
- 炎神戦隊ゴーオンジャー（2008年、テレビ朝日） 第5話、女子高生役

### テレビ
- 内村プロデュース （2000年、テレビ朝日） 水泳メドレー対決で対戦相手のスーパー小学生として出演
- 地球人解体作戦（2007年、NHK）宇宙人ロビン役　「解体新ショー」の番組宣伝のために8本制作された5分番組
- 週刊ECOキッズ MC（2007年、BS-i）
- プレミアの巣窟 (2009年4月 - 9月、フジテレビ) プレミアンガールズとしてレギュラー出演
- BSブランチ（2010年10月30日 - 2011年10月29日、BS-TBS）第9期メンバー
- 松島瑠美のMONDAY NIGHT 20![リンク切れ]（2011年1月24日、あっ!とおどろく放送局）

### 映画
- 七人の弔（2005年、東京テアトル）中尾晴美役
- スプリング☆デイズ（2007年）
- 仮面ライダー THE NEXT（2007年）谷口由香里役
- 同級生（2008年5月10日公開、エスピーオー） - 飯島ひかり 役
- 体育館ベイビー（2008年5月10日公開、エスピーオー） - 飯島ひかり 役
- 男女逆転 吉原遊郭（2008年）お花役

### Vシネマ
- DEATH FILE（2006年フォーサイド・ドット・コム）唐沢利恵役
- DEATH FILE 2（2007年 フォーサイド・ドット・コム）唐沢利恵役
- true tears〜pure album〜（2006年、DSE）雪代かつら役

### 舞台
- たまご（2006年）主演・瞳役（銀座小劇場）
- THE END OF SPACE（2008年）主演・マコ役（銀座小劇場）

### CM
- 任天堂 ゲームボーイアドバンス ゼルダの伝説 ふしぎのぼうし（2004年）
- 関越物産 生粋のこんにゃく（2004年）
- NTT東日本（2007）
- SoftBank（ソフトバンクモバイル） ホワイト学割 〜テニス部入部篇〜（2008年5月）後輩の大後寿々花と共演

### インターネット
- ハラハチッ!!☆★（2012年7月 -、スカイクラッドTV）

## DVD
- ピュア☆ピュア Vol.2 〜蒼の少女〜（2005年、トータル・サプライズ）
- ためらい まこと15歳（2006年、アストロシステムジャパン）
- Celestial（セレスチャル）（2008年、ジーオーティー）
- 夏の思い出は胸にしまって（2008年、竹書房）

## 写真集
- 思い出は胸にしまって（2008年、竹書房、撮影：河野英喜）ISBN 978-4812436943

## 雑誌
- ピチレモン専属モデル（2004年 - 2007年、学研）
- 週刊ヤングジャンプ　2007制コレGP グランプリ（2007年、集英社）

## イメージキャラクター
- 「NTT東日本ー福島」（2007年、NTT東日本）
- 「ふりそで夢立花」（2008年、千總）
- 「学習塾　あすなろ学院」（2009年 - ）